# Markus Hotz
Markus Hotz (ur. 21 lipca 1941 roku w Sulgen) – szwajcarski kierowca wyścigowy.

## Kariera
Hotz rozpoczął karierę w międzynarodowych wyścigach samochodowych w 1972 roku od startów w nternational Castrol GTX Trophy. Z dorobkiem dwóch punktów uplasował się tam na czternastej pozycji w klasyfikacji generalnej. W późniejszych latach Szwajcar pojawiał się także w stawce Europejskiej Formuły Super Vee, Szwajcarskiej Formuły 2, Europejskiej Formuły 2, German Racing Championship.
W Europejskiej Formule 2 Szwajcar startował w latach 1975-1978 ze szwajcarską ekipą Lista Racing. Tylko w sezonie 1976 zdobywał punkty. Z dorobkiem jednego punktu uplasował się wtedy na siedemnastej pozycji w klasyfikacji generalnej.